# A3 (Man)
De A3 is een tweestrooksweg op het Britse eiland Man. De weg verbindt Castletown met de op een na grootste stad Ramsey. De weg loopt dwars over het eiland en heeft een lengte van ongeveer 40 kilometer. De plaatsen Sulby, Foxdale, St John's en Kirk Michael liggen ook nog aan de weg.

## Markante plaatsen
- Langs de A3 liggen twee voormalige woonhuizen van muiters betrokken bij de Muiterij op de Bounty: Fletcher Christian, de leider van de muiters, woonde in Milntown House en majoor Peter Heywood woonde in The Whitehouse in Kirk Michael. Dit laatste huis werd ook bewoond door Mark Wilks, die op St. Helena verantwoordelijk was voor zijn gevangene Napoleon Bonaparte.
- Boven de kruising met de A1 bij Ballacraine ligt het Tynwald National Park.
- Bij Glen Helen ligt het dal van de rivier Neb met veel wandelpaden en een park. Niet ver daarvandaan ligt de Rhenass-waterval.
- Ten noorden van Barregarrow ligt Cronk Urleigh, ooit de verzamelplaats van het parlement man het eiland, de Tynwald.
- Bishopscourt is het voormalige woonhuis van Thomas Wilson, bisschop van Sodor en Man.
- Bij Ballaugh ligt het natuurgebied Ballaugh Curraghs en het Curraghs Wildlife Park, waarvan de hoofdingang bij Quarry Bends ligt. Verder liggen er de Ballaugh Old Church en Ballaugh New Church (St Mary's).
- Bij Milntown ligt de heuvel Sky Hill (Manx: Scacafell). Deze heuvel is vooral bekend van de Slag bij Skyhill in 1079.

## Circuits
Sinds het begin van de 20e eeuw heeft de A3 deel uitgemaakt van een aantal stratencircuits voor de vele racewedstrijden die op het eiland Man gehouden worden. 

### Highroads Course
In 1904 maakte de A3 deel uit van de Highroads Course, waar de Gordon Bennet Trial voor automobielen gehouden werd. In 1905 werd de Tourist Trophy voor automobielen gehouden, maar toen werd er ook getraind door motorrijders die zich moesten kwalificeren voor de Trophée International in Frankrijk. In 1906, toen de Short Highroads Course in gebruik werd genomen, verdween de zuidelijke lus langs Castletown, maar van Ballacraine tot Ramsey bleef de route in gebruik. In het noordelijke deel werd zelfs een groter deel van de A3 gebruikt, want de "Sandygate Loop" vanaf Ballaugh via de A10 richting Sandygate werd overgeslagen en de coureurs bleven de A3 via Sulby volgen.

### St John's Short Course
Toen in 1907 de eerste TT van Man voor motorfietsen gehouden werd, was gebleken dat de motorfietsen vermogen tekortkwamen om de heuvelachtige delen van de Shorts Highroads Course te kunnen volgen. Daarom werd gekozen voor een korter en vlakker circuit, de St John's Short Course. Die startte in Peel, maar kwam bij Ballacraine op de A3 uit en volgde die tot in Kirk Michael, waar men linksaf de A4 nam terug richting Peel. 

### Snaefell Mountain Course
In 1911 was de techniek van de motorfietsen ver genoeg gevorderd om het lange circuit te kunnen volgen. Dit werd omgedoopt tot Snaefell Mountain Course, omdat het over de flanken van de berg Snaefell liep. De motorcoureurs kwamen nu bij Ballacraine uit oostelijke richting vanaf Douglas op de A3 en volgden die tot het einde op Parliament Square in Ramsey, waar de weg overgaat in de A18 Mountain Road richting Douglas. In 1923 werd de Manx Grand Prix voor het eerst georganiseerd en die volgt tot de dag van vandaag ook de Snaefell Mountain Course.

### Billown Circuit
Halverwege de jaren vijftig werd de Southern 100 race voor het eerst gereden. Die startte vlak bij de kruising met de A3 op de A5, maar kwam via de A7 bij Cross Four Ways op de A3 terug richting Castletown uit. Sinds 1988 worden ook de Pre-TT Classic Races op dit circuit gereden en sinds in 2008 de Lightweight TT en de Ultra-Lightweight TT terugkwamen op het programma van de TT van Man worden ze ook op het Billown Circuit gereden. 

Billown Circuit
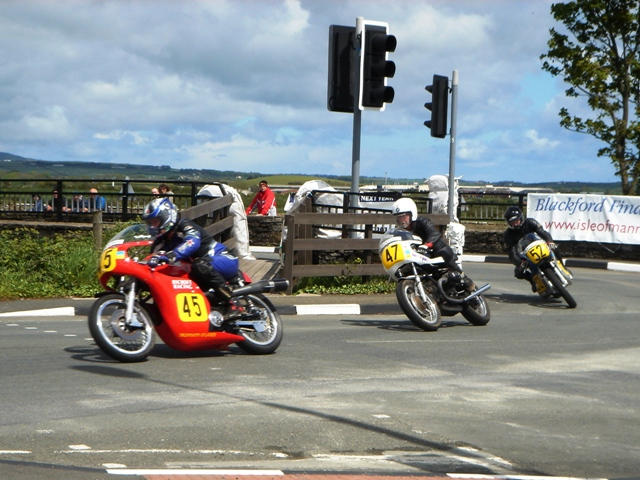
Pre-TT Classic rijders op het kruispunt A3 Malew Road-A5 in Castletown in 2006.
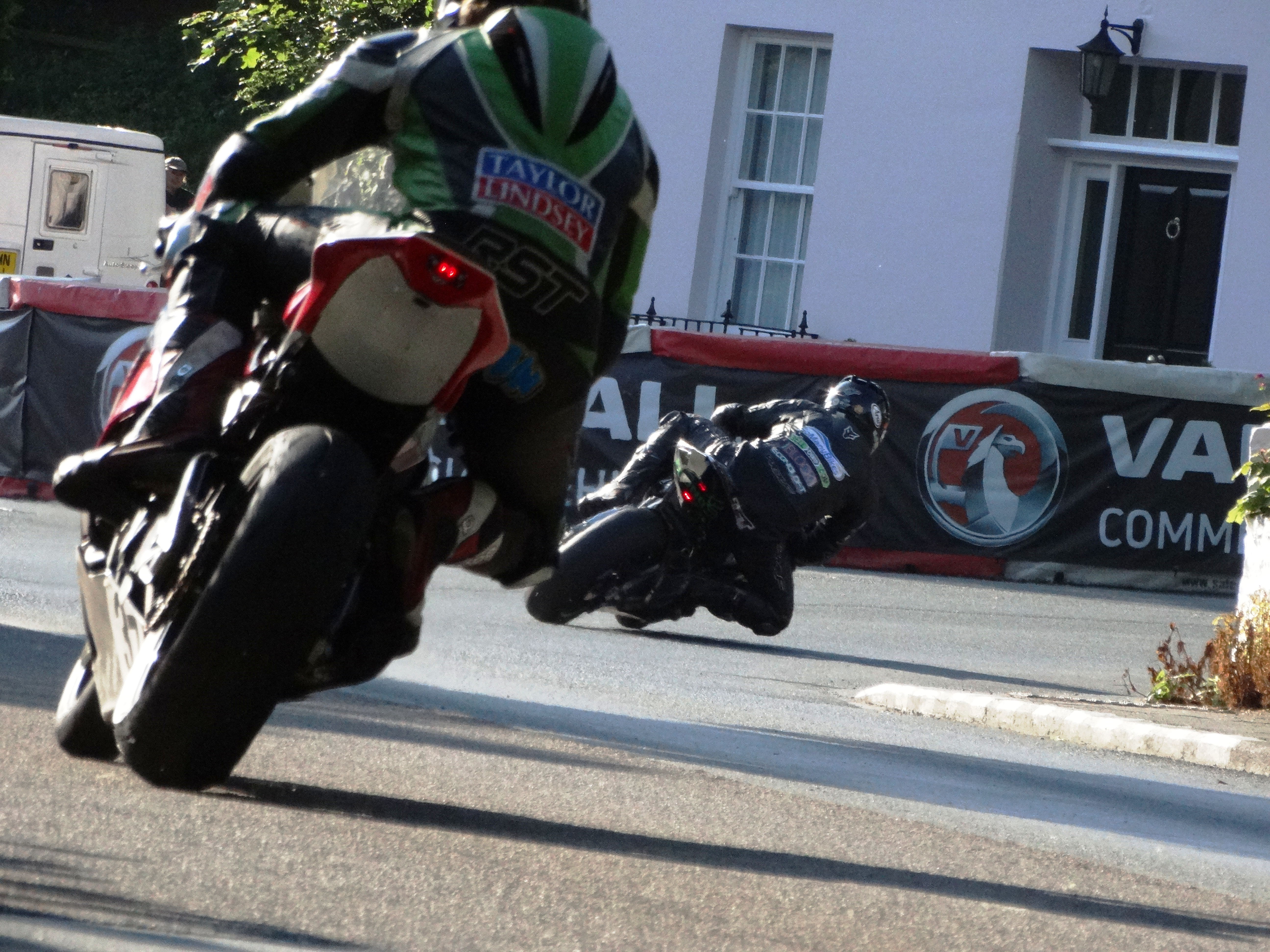
coureurs draaien vanaf de A1 de A3 op bij Ballacraine,
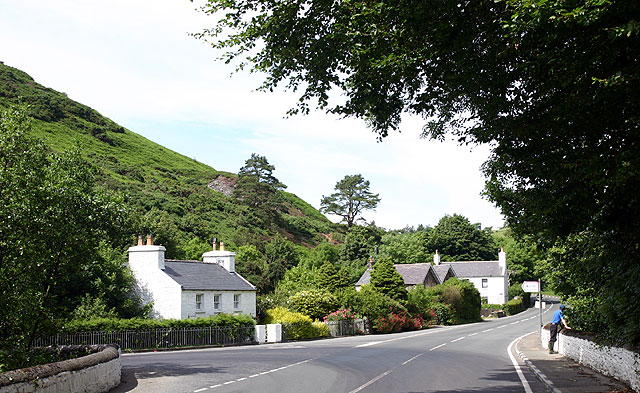
Ballig
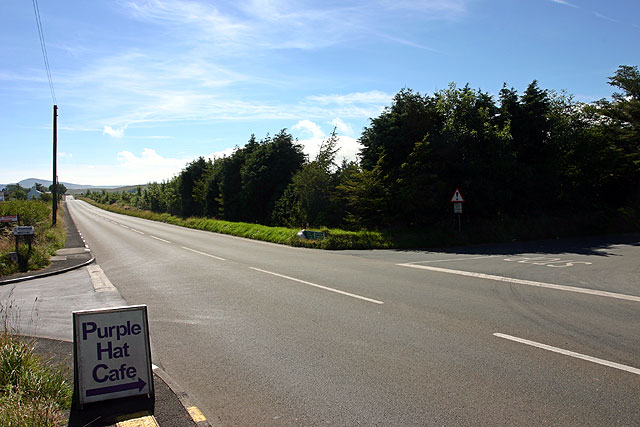
Cronk-y-Voddy
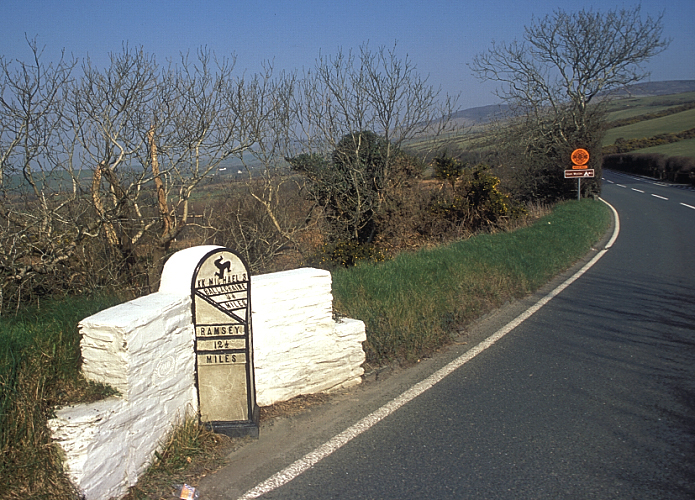
Drinkwater's Bend, genoemd naar de verongelukte coureur Ben Drinkwater.
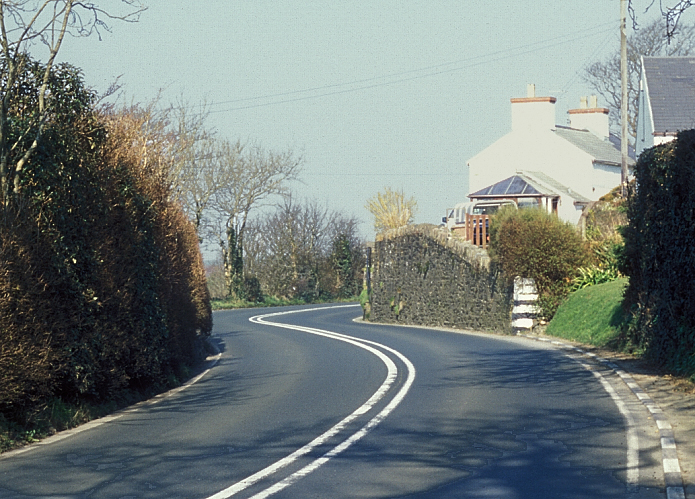
Ballamenagh
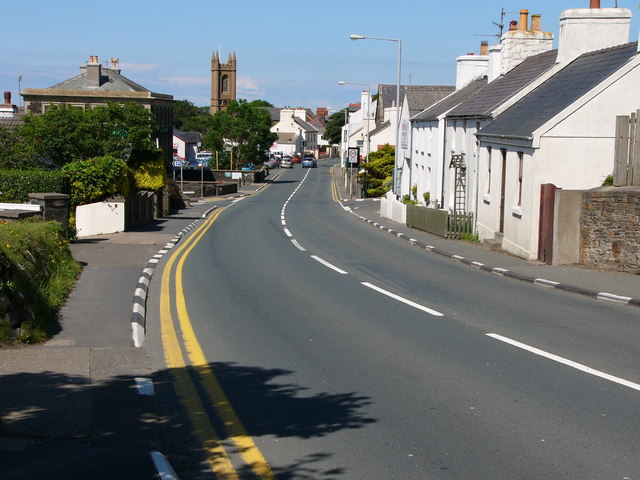
Kirk Michael
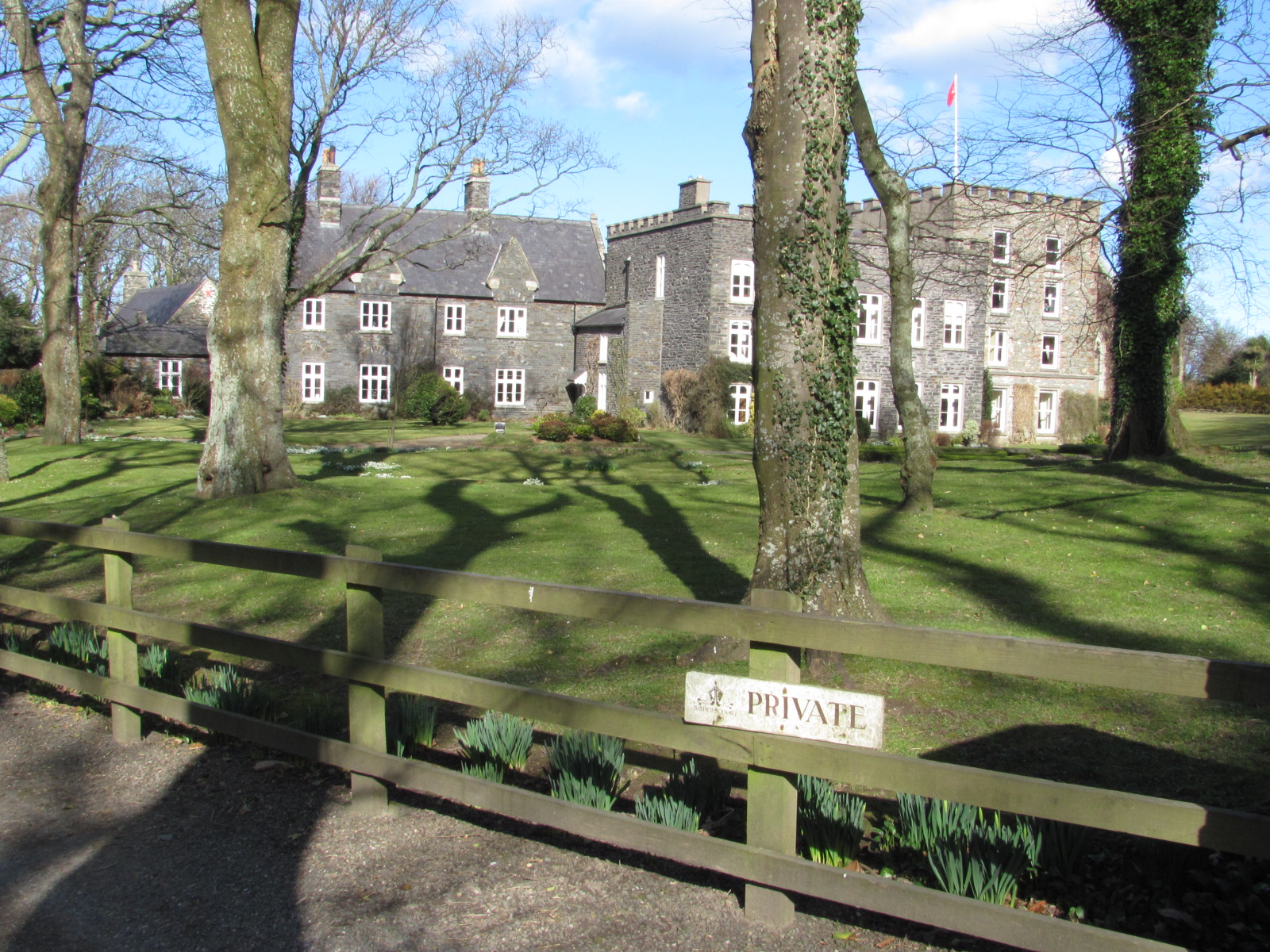
Bishopscourt House
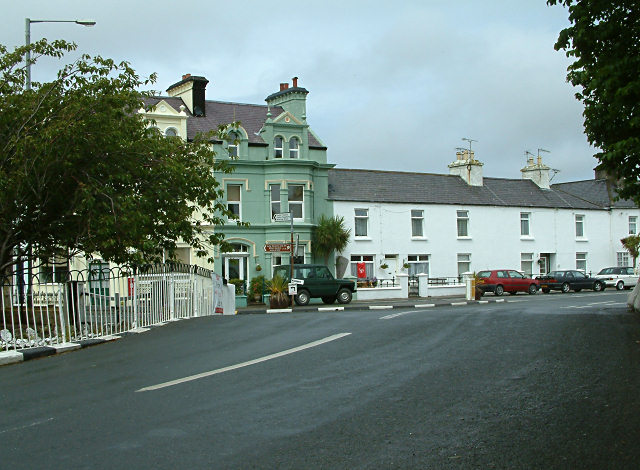
Ballaugh
A3 bij Quarry Bends tussen Ballaugh en Sulby
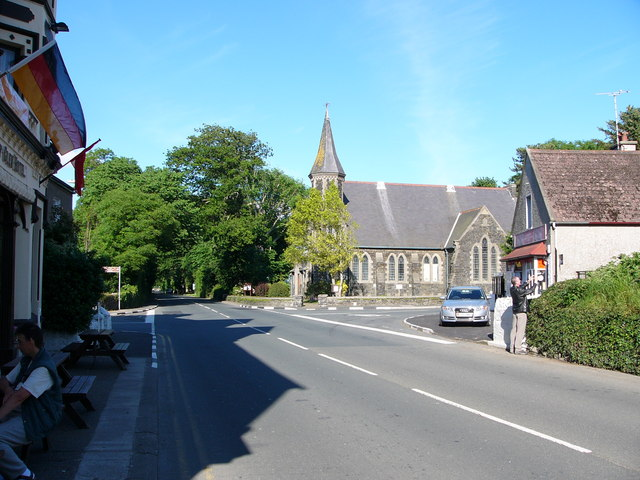
Sulby Crossroads, kruising met de A14
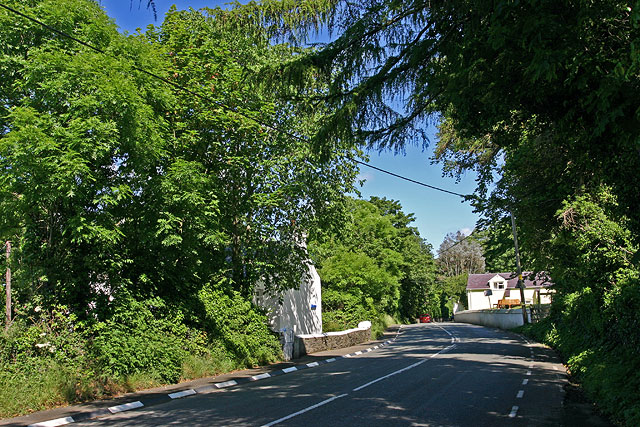
Kerrowmoar
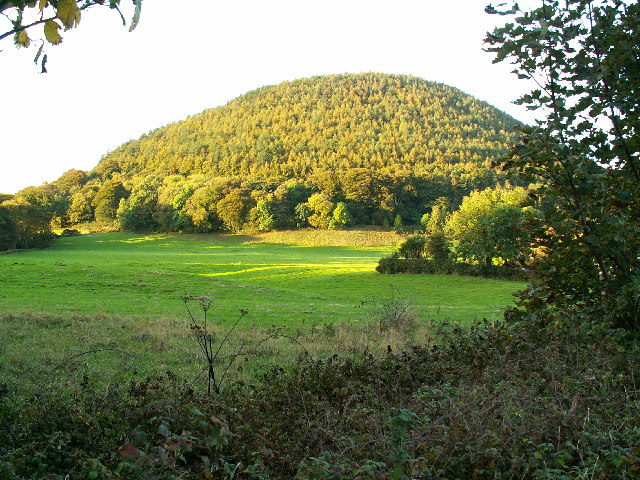
Sky Hill
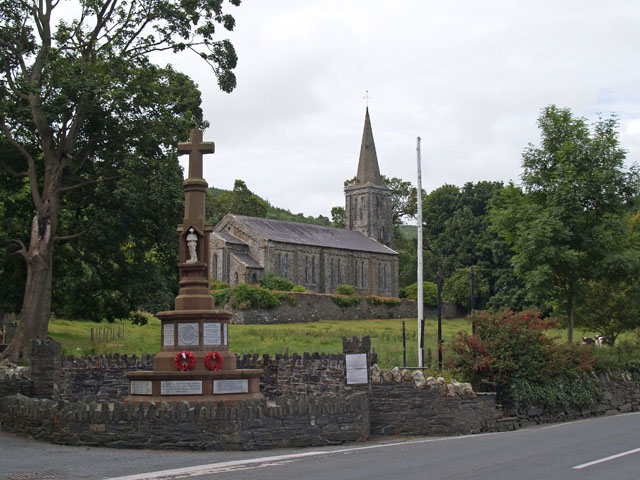
Lezayre War Memorial
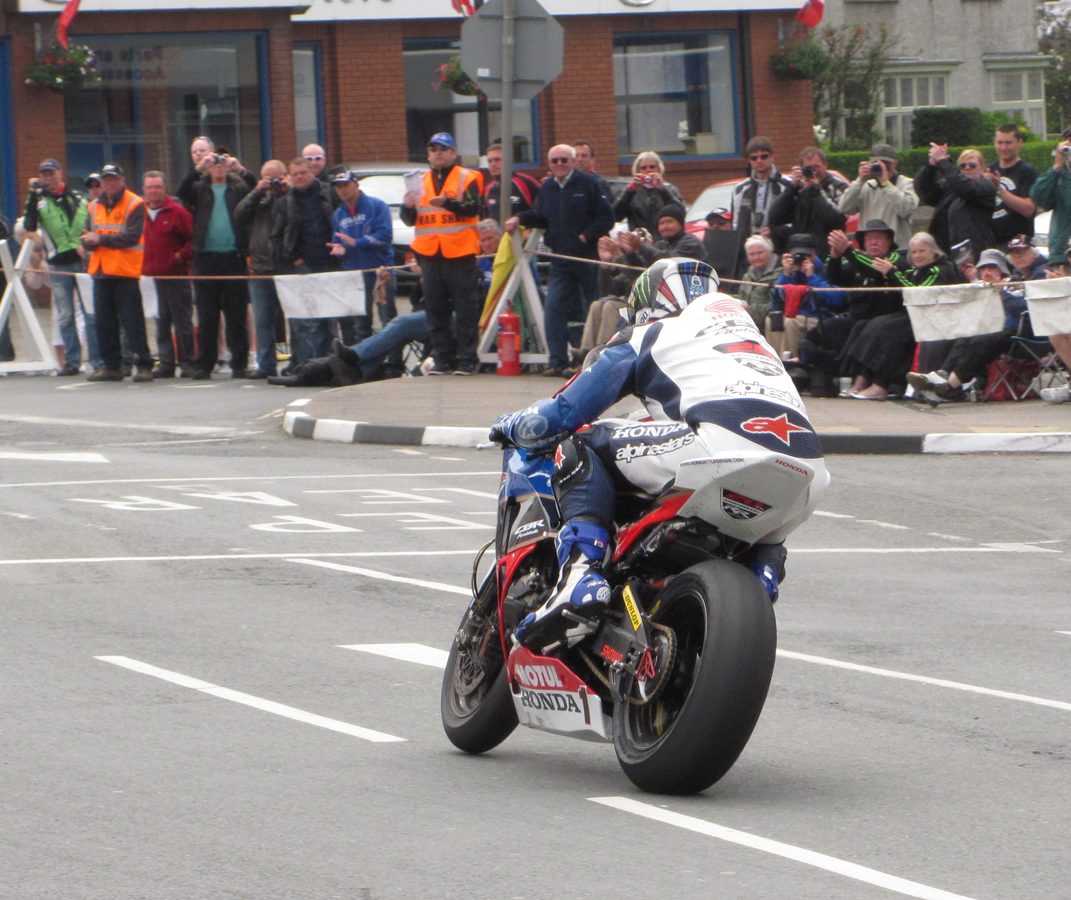
John McGuinness op Parliament Square in Ramsey

A1 · 
A2 · 
A3 · 
A4 · 
A5 · 
A6 · 
A7 · 
A8 · 
A9 · 
A10 · 
A11 · 
A12 · 
A13 · 
A14 · 
A15 · 
A16 · 
A17 · 
A18 · 
A19 · 
A20 · 
A21 · 
A22 · 
A23 · 
A24 · 
A25 · 
A26 · 
A27 · 
A28 · 
A29 · 
A30 · 
A31 · 
A32 · 
A33 · 
A34 · 
A35 · 
A36 · 
A37 · 
A38 · 
A39 · 
A40